# Casper (nhà vua Maya)
Casper, còn được gọi là Casper II (422—487) là một nhà vua Maya của thành phố Palenque từ ngày 10 tháng 8 năm 435 cho đến năm 487. Ông là người kế nhiệm ngay lập tức của Kʼukʼ Bahlam I, người mà đã thành lập ra triều đại cầm quyền.
Casper nắm quyền vào ngày 10 năm 435 khi ông dưới 13 tuổi và tại vị thành phố 52 năm. Chỉ có Pacal Đại Đế được nhận là đã tại vị Palenque lâu hơn.